# John Paulson
John Alfred Paulson (* 14. Dezember 1955 in New York City) ist US-amerikanischer Hedge-Fonds-Manager sowie Gründer und Präsident der Investmentgesellschaft Paulson & Co.

## Ausbildung
Paulson schloss 1978 sein Bachelor-Studium in Finanzwirtschaft an der New York University’s College of Business and Public Administration mit  „summa cum laude“ ab und machte 1980 seinen MBA an der Harvard Business School.

## Werdegang
Nach seinem Studium arbeitete er zunächst von 1980 bis 1982 als Unternehmensberater für die US-Unternehmensberatung Boston Consulting Group. Anschließend arbeitete er von 1982 bis 1984 für Odyssey Investment Partners. Von 1984 bis 1988 war er Geschäftsführer für Fusionen und Übernahmen bei der US-amerikanischen Investmentbank Bear Stearns. Paulson arbeitete von 1988 bis 1992 als Teilhaber bei dem Finanzinvestor Gruss Partners. 1994 gründete er seinen eigenen Hedge-Fonds Paulson & Co.
Die von ihm gegründete Paulson & Co. verwaltete im Juni 2007 ein Vermögen von 12,5 Milliarden US-Dollar. Im Januar 2008 waren es 28 Milliarden US-Dollar. Der frühere US-Notenbank-Chef Alan Greenspan ist seit Januar 2008 Berater der Paulson & Co. Gesellschaft. Es wurde vertraglich vereinbart, dass Greenspan ausschließlich für den Paulson & Co. Hedge-Fonds als Berater tätig sein wird.

## Profiteur der Subprime-Krise
Paulson wurde berühmt, da er während der Subprime-Krise rechtzeitig gegen den Immobilienmarkt gewettet hatte und damit im Jahre 2007 für die Gruppe seiner Geldgeber ca. 15,5 Milliarden US-Dollar, und darin für sich persönlich rund 3,7 Milliarden Dollar verdiente, mehr als jeder andere Hedge-Fonds Manager in diesem Jahr. Das Investmentmagazin „Alpha“ führte Paulson in der Liste der „Kings of Cash“ (deutsch: Könige des Geldes), in der Paulson zum ersten Mal überhaupt gelistet wurde, auf Platz 1. Die Financial Times Deutschland bezeichnete ihn deshalb als „Subprime-Krösus“.
Im April 2010 erhob die US-Börsenaufsicht SEC Klage gegen Goldman Sachs, da diese es „verbotenerweise“ zuließ, dass ein Kunde (Paulsons Hedgefonds), „der gegen den Hypothekenmarkt wettete, entscheidenden Einfluss darauf nahm, welche Hypotheken in ein Portfolio aufgenommen wurden. Gleichzeitig wurde anderen Kunden erzählt, die Auswahl erfolge durch unabhängige, objektive Dritte.“ Paulson hatte darauf hingewirkt, dass in die Goldman-Anleihe Abacus 2007-AC1 Hypothekenkredite versammelt wurden, die wahrscheinlich faul werden würden, und wettete anschließend genau auf diesen Verlauf. Paulson wurde bisher von der SEC jedoch nicht angeklagt.
Nach 2010 waren jedoch Paulsons Spekulationen beim Pharmaunternehmen Valeant und in einigen weiteren Fällen wenig erfolgreich.

## Yahoo-Übernahme durch Microsoft
Im Mai 2008 übte Paulson gemeinsam mit dem US-Milliardär Carl Icahn Druck auf das Management von Yahoo aus. Dabei ging es darum, durch Austausch der Yahoo-Verwaltungsratsmitglieder eine Übernahme durch Microsoft zu ermöglichen. Der Übernahme-Versuch von Microsoft war im Vorfeld wegen eines zu gering eingeschätzten Kaufpreises gescheitert.

## Vermögen
Das US-amerikanische Forbes Magazine schätzte sein Privatvermögen 2008 auf drei Milliarden US-Dollar, nachdem die Schätzung 2007 noch 2,5 Milliarden US-Dollar betrug. Damit lag Paulson auf Platz 368 der reichsten Menschen der Welt. 2010 schätzte Forbes sein Vermögen auf etwa 12 Milliarden Dollar, womit Paulson in der Liste der reichsten Menschen der Welt auf Platz 45 vorgerückt ist. Laut Wall Street Journal hat Paulson im Jahr 2010 einen Verdienst von 5 Milliarden Dollar und damit den größten Gehaltsscheck der Geschichte bekommen. Paulson ist zudem einer der Hauptaktionäre des kanadischen Bergbaukonzerns Gabriel Resources, der trotz Umweltbedenken und Korruptionsvorwürfen in Rumänien im Ort Roșia Montană die größte Goldmine Europas in Betrieb nehmen will.
John Paulson setzte sich in einem wochenlangen Bietergefecht um die Anteilsmehrheit der Firma Steinway & Sons gegen den Finanzmagnaten Kohlberg & Co. durch und erwarb im August 2013 die Mehrheit der übergeordneten Gruppe Steinway Musical Instruments zu einem Preis von ca. 512 Mio. USD.
Auf der Forbes-Liste 2015 wurde sein Vermögen mit ca. 11,2 Milliarden US-Dollar angegeben. Damit belegt John Paulson Platz 113 auf der Forbes-Liste der reichsten Menschen.
John Paulson ist die Hauptperson in dem Buch „Der größte Trade aller Zeiten“ von George Zuckermann von 2010, in dem Paulsons Agieren im Vorfeld der Subprime-Krise im Detail beschrieben ist – das Erkennen der heraufziehenden Probleme im Immobilienmarkt infolge der Reformen, der Veränderungen zum Schaffen von Wohneigentum auch für ärmere Bevölkerungsschichten, die – politisch gewollt unter der Präsidentschaft Bill Clintons – verursacht wurden, und seine Suche nach verlässlichen Unternehmen, bei denen er Wetten gegen den Markt platzierte, bei Unternehmen, die auch im Fall eines erheblichen Crashes noch zahlungsfähig sein würden. Paulson setzte auf die „Credit Default Swaps“ von namhaften Banken und Versicherungsgesellschaften.

## Politisches Engagement
Paulson gilt als wirtschaftlicher Berater von US-Präsident Donald Trump und als ein Hauptsponsor seines Wahlkampfes und möchte bewarb sich im Falle eines Wahlsieges von Trump 2024 als Finanzminister.

## Familie
Paulson ist verheiratet und hat zwei Kinder. Er lebt mit seiner Familie an der Upper East Side in New York City.
Seit 2006 besitzt Paulson eine Villa in der Nobel-Enklave Southampton auf Long Island, östlich von Manhattan. „Old Trees“, wie das 1911 erbaute Anwesen heißt, umfasst mehr als vier Hektar Land, samt Gästehaus, Scheune, Pool und Tennisplatz.